# Aventures à Capri
Pour plus de détails, voir Fiche technique et Distribution.
Aventures à Capri (Avventura a Capri) est une comédie sentimentale italienne de Giuseppe Lipartiti sortie en 1959.

## Synopsis
Une jeune Française, Yvonne, après avoir gagné un concours, se rend à Capri pour de courtes vacances. Elle y rencontre le baron Vannutelli, un homme vieux jeu, et Mario, un étudiant romain venu passer le dimanche à Capri, avec deux amis, Renato et Giulio.

## Fiche technique
- Titre original italien : Avventura a Capri[1]
- Titre français : Aventures à Capri[2]
- Réalisateur : Giuseppe Lipartiti
- Scénario : Adamo Grilli
- Photographie : Václav Vích
- Montage : Tatiana Casini Morigi (it)
- Musique : Piero Piccioni
- Décors : Carlo Egidi (it)
- Production : Adamo Grilli
- Sociétés de production : Grilli Film Produzione
- Pays de production :  Italie
- Langue originale : italien
- Format : Couleur
- Durée : 87 minutes
- Genre : Comédie sentimentale
- Dates de sortie :
  - Italie : 15 avril 1959
  - France : 21 août 1959 (Cavalaire-sur-Mer)[2]

## Distribution
- Maurizio Arena : Mario
- Alessandra Panaro : Sandra
- Nino Taranto : Baron Vannutelli
- Walter Santesso : Giulio
- Leopoldo Trieste : Professeur Cavicchio
- Angela Luce : Francesca
- Carlo Taranto : travailleur
- Caprice Chantal : chanteuse
- Renato Speziali : Renato
- Xenia Valderi : Xenia
- Andrea Aureli : Prince Habama
- Clara Bindi Carmelina
- Yvonne Monlaur : Yvonne
- Marco Tulli : Instructeur
- Giò Stajano :
- Gino Buzzanca : Vittorio
- Bruno Tocci :
- Ely Drago :
- Gianni Rizzo :